# Celestyn Freinet

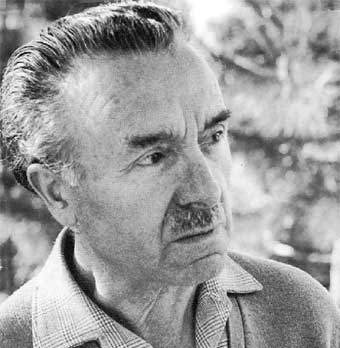
Celestyn Freinet (1960)

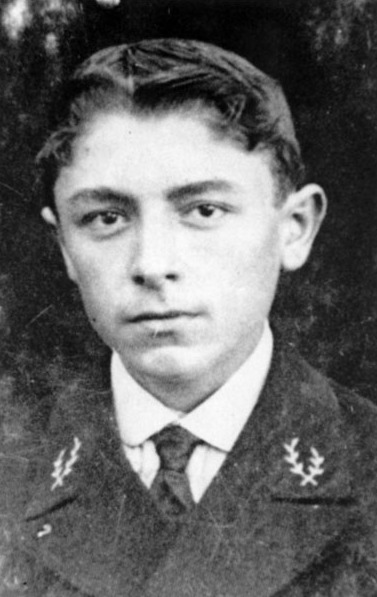
Celestyn Freinet (1914)

Célestin Freinet (ur. 15 października 1896, zm. 8 października 1966) – pedagog francuski, twórca „francuskiej szkoły nowoczesnej” (école moderne française).
Pochodził z biednej rodziny chłopskiej, wychowywał się na wsi. Wykazywał zainteresowania naukami przyrodniczymi. Znalazło to później odzwierciedlenie w jego teoriach pedagogicznych.
Początkowo pobierał naukę w szkole wiejskiej w Gars, później w Grasse. W 1913 r. podjął studia w Nicei w Ecole Normale. Kształcił się jako przyszły nauczyciel szkoły podstawowej.
W wieku 18 lat został powołany do wojska. Został ranny pod Verdun (1915). Jako inwalida (uszkodzone płuco) podjął pracę w szkółce w Bar-sur-Loup. Działał w szkole do roku 1928. Przekonał się o nieefektywności szkoły tradycyjnej. Rozpoczął głębokie studia nad psychologią i pedagogiką. Zgłębiał teorię pedagogiczną Marii Montessori. Współpracował z Henrim Barbussem – redaktorem czasopisma „Clarté”. Zainteresował się ideałami socjalizmu i odbył podróż do Związku Radzieckiego.
Freinet szczególnie podkreślał bezcelowość stosowania podręczników, proponując w zamian metody oparte na swobodnym poznawaniu świata przez dziecko i jego działaniach twórczych. Nauka miała być oparta na własnych doświadczeniach (pozytywnych i negatywnych) dziecka.
W 1927 r. ukazała się jego książka Drukarnia w szkole. Zdaniem Freineta, wydawanie gazetki szkolnej przekonuje uczniów do samodzielnego działania i nadaje temu działaniu sens. W tym samym roku odbył się kongres zwolenników drukarni szkolnej i ukazuje się czasopismo „Le gerbe enfantine”.
W 1928 r. Freinet rozpoczął pracę w Saint-Paul. Tam jego idee nie znalazły podatnego gruntu. Opuścił Saint-Paul i założył własną szkołę w Vence. Szkoła w Vence stała się miejscem testowania nowych pomysłów Freineta. W 1935 r. zorganizował „front obrony praw dziecka”.
Podczas wojny został aresztowany przez Niemców. W warunkach obozowych napisał kolejne dzieła:
- Wychowanie przez pracę
- Zarys psychologii stosowanej w wychowaniu

W roku 1947, po wojnie, wznowił prace, a w roku 1948 przejął Instytut spółdzielczy nowoczesnej szkoły. W roku 1957 zainicjował powstanie FIMEM, czyli Federacji Ruchów Szkoły Nowoczesnej. Jego działalność nie ustała aż do śmierci.
Freinet zaliczany jest do przedstawicieli pedagogiki naturalistycznej. Bardzo dużą uwagę przywiązywał do znajomości prac rozwoju dziecka. Da się u niego znaleźć wpływy psychoanalizy i psychologii funkcjonalnej. Wyodrębnił trzy naturalne fazy rozwoju: szukanie po omacku, urządzanie się w świecie i zamiana zabawy na pracę.
Stworzył także techniki pedagogiczne, które miały pomóc w organizacji pracy nauczyciela i aktywizacji uczniów.
Wyróżnia się następujące techniki:
1. Technika swobodnego tekstu.
2. Fiszki autokorektywne.
3. Korespondencja międzyszkolna.
4. Gazetka szkolna.
5. Swobodna ekspresja plastyczna, muzyczna i teatralna.
6. Doświadczenia poszukujące.